# ماك (مستحضر تجميل)
ماك (مستحضر تجميل) هي شركة تصنيع مستحضرات تجميل كندية تأسست في تورنتو عام 1984، على يد فرانك توسكان وفرانك أنجلو. يقع المقر الرئيسي للشركة في لندن منذ أن أصبحت شركة تابعة لمجموعة إستي لودر في عام 1998. الاسم عبارة عن اختصار لمستحضرات التجميل الفنية.
هي واحدة من أكبر ثلاث علامات تجارية عالمية للمكياج، مع حجم مبيعات سنوي يتجاوز المليار دولار، و500 متجر مستقل، مع أكثر من ثلاثين متجرا في فرنسا. يتم إدارة جميع المتاجر بواسطة خبراء مكياج محترفين. ماك هي علامة تجارية رسمية للمكياج، تُستخدم في مكياج ممثلي الأفلام. المنتجات الأكثر شعبية من العلامة التجارية هي مرطب ستوديو فيكس وأحمر الشفاه روبي وو.

## تاريخها
كانت منتجات الشركة مخصصة لمحترفي الماكياج، لكنها تباع مباشرة للمستهلكين في جميع أنحاء العالم. صرح فرانك توسكان أنه "صنع في البداية مكياجًا للعارضات، ولكن بعد ذلك أرادت العارضات هذا المكياج لأخواتهن وأصدقائهن وما إلى ذلك".
في تسعينيات القرن العشرين، كان للعلامة التجارية أكثر من مائة متجر حول العالم، وحققت أرباحًا بلغت 200 مليون فرنك. إن تطوير العلامة التجارية دولياً، وفتح نقاط بيع جديدة، وتكييف خطوط المنتجات المخصصة لكل قارة، لم يترك سوى القليل من الوقت للمؤسسين لإنشاء منتجات جديدة. في عام 1994، استحوذت إستي لودر على 51% من أسهم شركة ماك وبدأت في إدارة الأعمال،  بينما احتفظ المؤسسان بالسيطرة الإبداعية.
في عام 1997، توفي المؤسس المشارك فرانك أنجيلو بسبب سكتة قلبية أثناء إجراء عملية جراحية عن عمر يناهز 49 عامًا. أتمت شركة إستي لودر عملية الاستحواذ في عام 1998، وقام فرانك توسكان ببيع أسهمه المتبقية بعد فترة وجيزة قبل مغادرة الشركة في نهاية نفس العام.
عام 1994 تأسس صندوق ماك للإيدز لدعم الرجال والنساء والأطفال المتأثرين بفيروس نقص المناعة البشرية على مستوى العالم من خلال معالجة العلاقة بين الفقر وفيروس نقص المناعة البشرية. وفقًا لشركة ماك، جمع الصندوق أكثر من 400 مليون دولار من خلال بيع أحمر الشفاه ومستحضرات الشفاه فيفا جلام، والتبرع بنسبة 100% من سعر البيع لمكافحة فيروس الإيدز. لقد كان خط منتجات فيفا جلام من أكثر المنتجات مبيعًا لعلامة ماك التجارية. كما تعاونت الشركة مع العديد من المشاهير في خط مستحضرات الشفاه، على إصدارات محدودة من ملمعات الشفاه وأحمر الشفاه لدعم الصندوق . كل عام تقوم شركة ماك باختيار متحدث جديد لعلامة فيفا جلام، الأول كان ملكة السحب روبول في عام 1994. كان أحمر الشفاه من روبول هو أول منتج تعلن عنه شركة ماك.
في سبتمبر 2010، نشأ جدل حول الإصدار المتوقع لمجموعة ماك رودارتي، وهو جهد تعاوني مع علامة الأزياء زارا رودارتي، ومقرها مدينة سيوداد خواريز الحدودية. كانت المدينة تعاني من العنف ضد المرأة بما في ذلك مئات من جرائم قتل النساء. قامت شركة ماك في البداية بتغيير أسماء المنتجات المرتبطة بـجواريز وفي النهاية سحبت الخط قبل التوزيع، وبدلاً من ذلك أنشأت مؤسسة خيرية جمعت أكثر من 3 ملايين دولار في عامين. في نوفمبر 2010، أصبحت ماك شريكًا راعيًا لجوائز الفيلم الداخلي لتي أقيمت في سيدني.
في سبتمبر 2012، أطلقت الشركة لأول مرة في الهند مجموعة "ماك سيلينا" بالتعاون مع شركة سيلينا. قد اقترحت عريضة على موقع Change.org فكرة هذا التعاون مع شركة ماك. عملت شقيقة سيلينا، سوزيت كوينتانيلا، مع شركة ماك لإنشاء مجموعة تمثل سيلينا. نفدت المجموعة خلال ساعات ليس فقط في متاجرماك، بل أيضًا في متاجر التجزئة الأخرى التي تحمل المجموعة مثل Nordstrom ومايسيز. ونظرًا للطلب المرتفع على هذه المجموعة، قامت الشركة بتجديد مخزون المجموعة في ديسمبر 2016. أصبح تعاونها بعد وفاتها مع شركة ماك هو المجموعة الأكثر مبيعًا للمشاهير في تاريخ مستحضرات التجميل. في مايو 2017، أصبحت منتجات ماك متاحة للشراء عبر الإنترنت على موقع Ulta Beauty. كما أصبحت المنتجات متاحة في المتاجر في يونيو 2017.
في 24 أغسطس 2017، أعلنت شركة ماك أن مجموعة مرتبطة بتركة المغنية الراحلة آليا ستكون متاحة في صيف عام 2018. تم تحديد الموعد الرسمي لطرح مجموعة "ماك آليا" في 20 يونيو عبر الإنترنت و21 يونيو في المتاجر. كما تعاونت ماك ومجلة آي -دي لإصدار فيلم قصير بعنوان "آيه زي آليا" والذي تزامن مع الإطلاق.
في مايو 2018، أعلنت شركة سيفورا كندا أنها ستحمل منتجات ماك عبر الإنترنت وفي متاجرها. في مارس 2022، أطلقت شركة ماك مجموعتها الجديدة الكرز البري لفصل الربيع وأطلقتها للمستهلكين اليابانيين.
في يناير 2024، تم افتتاح فرع لشركة ماك في الرباط، المغرب.